# 이스트앵글리아 대학교
이스트앵글리아 대학교(University of East Anglia, UEA)는 영국 노퍽주 노리치에 위치한 공립 대학교이다. 1994 그룹의 회원이며, 2017년 현재 17,195명의 학생이 재학하고 있다.

## 학문적 성취
2018년 QS 세계 대학 순위에서 274위를 기록했다. 가디언 지가 소개한 영국 내 대학랭킹에서 18위에 이름을 올렸다.
환경학부(School of Environmental Sciences) 및 국제개발학부(School of International Development)가 유명하며, 환경학부는 2001년 Research Assessment Exercise에서 영국 유일의 5** (Five double star: 최상위 순위)로 선정되었다. 2018년 조사에서 높은 수준의 학생 만족도를 기록했다. 2021년에는 QS Ranking 기준 환경학부는 세계 44위, 개발학부는 9위에 랭크되었다.

## 저명한 동문
- 투포우 6세
- 팀 보울러
- 존 보인
- 트레이시 슈발리에
- 잭 대븐포트
- 제임스 프레인
- 마이클 호턴
- 이시구로 가즈오
- 이언 매큐언
- 폴 너스
- 존 리스데이비스
- 맷 스미스
- 비냐방가 와이나이나
- 폴 화이트하우스

## 같이 보기
- 영국의 대학 목록